# 의회

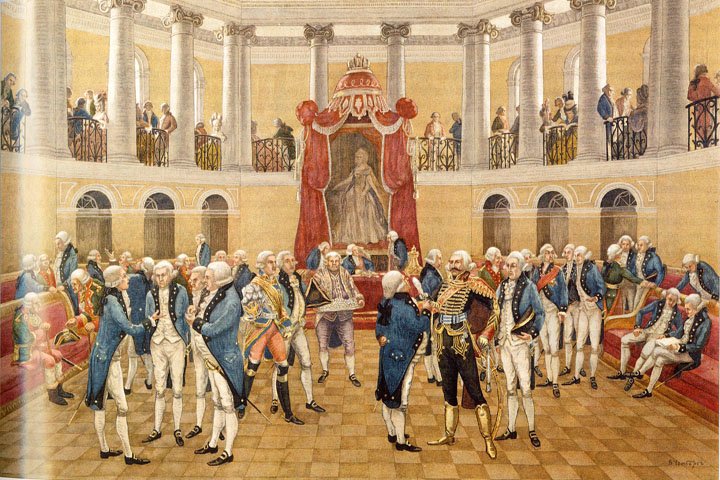
귀족 원(Noble Assembly)

의회(議會, parliament)는 현대 민주주의 정치체제에서 입법부, 다시 말해 법을 심의하고 제정하는 중앙정부 기관이나 조례를 만드는 지방정부 기관을 일컫는다. 오늘날 거의 대부분의 민주주의 정치체제의 의회에서는 선거권을 가진 시민에 의해 선출된 대표들로 주로 구성되며, 이들 대표들을 의원(議員)이라 부르고 있다. 이 정치제도는 영국에 그 뿌리가 있는 것으로 일반적으로 간주되고 있다. 그러나 인도유럽어에서 흔히 의회를 일컫는 낱말 Parliament(영어), Parlament(독일어), Parlamento(이탈리아어) 따위는 프랑스어 Parler, '말하다'에서 파생된 Parlement에서 온 것으로 풀이된다. 세계 최초의 의회는 930년에 아이슬란드에서 생겨난 알팅그이지만, 이 사실이 널리 알려지지는 않았다.
의회는 현대 민주주의의 정치 체제에서 법을 제정하는 기능이외에 중요한 역할로서 행정부의 권한을 견제하는 역할을 담당하고 있다. 이를테면 의원은 정해진 절차를 거쳐 정부 예산의 심의와 결의, 그리고 정부의 장관으로부터 의문의 여지가 있는 사항이나 문제에 관한 보고를 요구할 수 있다. 이와 같은 기능을 수행하기 위해 의회는 여러 심의 위원회와 청문회를 두고 있다. 또한 현대 민주주의 거의 대부분의 의회는 특정 이해나 정치적 이념을 고수하는 몇몇 정당들에 의해 지배되는 경향이 있다. 때문에 의회는 흔히 정당정치가 이루어지는 곳이라고 하여도 과언이 아니다.
성문 헌법으로 시민주권의 원리를 선포하고 시민의 기본권리를 엄격히 보장하도록 하고 있는 근대 정부기관에서는 이른바 삼권분립주의(三權分立主義)에 입각하여 입법권은 의회에, 사법권은 법원에, 그리고 행정권은 정부(대통령 또는 내각)에 각각 부여함으로써 이 세 정부기관으로 하여금 각자의 권한을 서로 독립·행사하게 하고 있다. 이 경우에 주권자인 시민은 원칙적으로 정치에 직접 참여하지 아니하고 그가 선출한 대표자로서 의회를 구성, 입법 등의 중요한 국사를 처리하게 하고 있으니, 그와 같은 정치체제를 대의민주정치(代議民主政治)라 일컫는다. 의회가 바로 그러한 대의민주정치의 산물이라 할 수 있다.

## 관련 문헌
- 정종섭, 〈국회의 정상화와 정당의 역할 재정립: 국회운영과 정당민주화〉, 국회보 통권427호 (2002. 5), 국회사무처

## 같이 보기
- 의회민주주의
- 단원제/양원제
- 입법부
- 대한민국 국회
- 내각제
- 원 (입법부)
- 입법 의회